# Alexandre Ribot
Alexandre Félix Joseph Ribot (Saint-Omer, Pas-de-Calais, Francia, 7 de febrero de 1842-París, Francia, 13 de enero de 1923) fue un magistrado, miembro del Consejo de Estado francés y político francés.

## Biografía
Tras brillantes estudios en la Universidad de París, donde recibe el cum laude en la Facultad de Derecho, se convierte en un destacado abogado, Secretario del Colegio de Abogados y es además uno de los fundadores de la Sociedad de Legislación Comparada. En 1875 y 1876 fue director de Asuntos Criminales y posteriormente secretario general del Ministerio de Justicia. En 1877 entra en la política, jugando un importante papel en el Comité de resistencia jurídica durante el ministerio de Albert de Broglie; al año siguiente es elegido diputado por Boulogne como republicano moderado, en su departamento natal del Pas-de-Calais.
Su elocuencia apasionada pero razonable le otorga una influencia que se ve acrecentada con sus intervenciones en el Parlamento, en las que se opone a las medidas violentas contra las congregaciones no autorizadas. Se dedica especialmente a temas financieros y en 1882 tuvo labores destacadas en la elaboración del presupuesto. Se convirtió en uno de los principales adversarios republicanos del Partido Radical, distinguiéndose por sus ataques contra el efímero Gobierno de Léon Gambetta. Rechazó votar a favor de los créditos solicitados por el Gobierno de Jules Ferry para sufragar la expedición al Tonkín y apoyó a Georges Clemenceau a hacer caer el Gobierno en 1885. En las elecciones generales de dicho año fue una de las víctimas de la derrota republicana en el Pas-de-Calais y no regresó a la Cámara hasta 1887.
Tras 1889 representa de nuevo a Saint-Omer. Su temor ante el boulangismo (política sustentada por el general Georges Boulanger) le acerca a la política de «Concentración Republicana» y en 1890 se convierte en ministro de Asuntos Exteriores en un Gobierno de Freycinet. Tenía amplio conocimiento de las instituciones inglesas, que apreciaba, y dos de sus trabajos publicados (Biografía de Lord Erskine (1866) y Estudio del acta de 5 de abril de 1873 para el establecimiento de una Corte Suprema de Justicia en Inglaterra (1874)) tratan sobre la legislación británica; dio una dirección nueva y muy importante a la política francesa por medio de los acuerdos con Rusia, que fueron anunciados públicamente con motivo de la visita de la flota francesa a Kronstadt en 1891 y que posteriormente se concretaron en un Tratado formal de alianza entre ambas naciones. Conservó su cargo en el Gobierno de Émile Loubet (de noviembre de 1891 a febrero de 1892) y tras su caída fue nombrado presidente del Consejo, manteniendo además la cartera del Ministerio de Asuntos Exteriores. Su Gobierno dimitió en marzo de 1893 tras el rechazo de la Cámara a aceptar las enmiendas al Presupuesto aprobadas por el Senado. Tras la elección de Félix Faure como presidente de la República en enero de 1895, Ribot volvió a ser presidente del Consejo de Ministros y ministro de Finanzas. El 10 de junio pudo anunciar oficialmente por primera vez una alianza formal con Rusia. El 30 de octubre cae su Gobierno por la cuestión del Ferrocarril del Sur.
Pero la razón real de su caída fue la mala coyuntura que se veía respecto de la expedición a Madagascar, cuyo precio en dinero y en hombres había superado todas las expectativas y la grave situación social del país, de la cual era un signo la huelga en Carmaux. Tras la caída del Gobierno de Jules Méline en 1898, Ribot intentó en vano formar un Gobierno «de conciliación». A fines de 1898 es elegido presidente de la Comisión de Instrucción Pública, donde recomienda la adopción de un moderno sistema educativo. La política del Gobierno de Waldeck-Rousseau sobre las congregaciones religiosas dedicadas a la enseñanza divide al Partido Republicano y Ribot se contaba entre los que abandonaron el partido; pero en las elecciones generales de 1902, aunque él mismo fue elegido, sus tendencias políticas sufrieron un grave fracaso.
Se opone activamente a la política del Gobierno de Émile Combes, denunciando su alianza con Jean Jaurès, y el 13 de enero de 1905 era uno de los jefes de la oposición que provocaron la caída del Gobierno. Aunque fue el más ardiente en sus denuncias de la política anticlerical del Gobierno de Combes, hizo saber entonces que aceptaría que un nuevo régimen reemplazase al Concordato de 1801 y apoyó al Gobierno para el esteblecimiento de Asociaciones CUlturales, a la vez que contribuía a mitigar los decretos sobre la separación Iglesia-Estado.
Es reelegido como diputado por Saint-Omer en 1906. El mismo año entra en la Academia francesa sucediendo a Gaston d'Audiffret-Pasquier, duque de Audiffret-Pasquier; era ya anteriormente miembro de la Academia de Ciencias Morales y Políticas. Para justificar su política de oposición, publica en 1905 dos volúmenes con sus discursos políticos. Elegido senador por el Pas-de-Calais, conserva el escaño hasta su fallecimiento en 1923.
Ribot fue durante algunos días en junio de 1914 primer ministro después de la caída del Gobierno de Gaston Doumergue y regresó al poder en marzo de 1917 tras la de Aristide Briand. Durante este último Gobierno, Ribot se encuentra en la parte más crítica de la Primera Guerra Mundial, ya que acababa de fracasar la ofensiva de Nivelle y habían aparecido en consecuencia una serie de motines en el Ejército francés. Dimite en septiembre, siendo reemplazado por el ministro de la Guerra, Paul Painlevé, aunque sigue como ministro de Asuntos Exteriores durante un mes antes de dimitir en octubre.
El principal Liceo de Saint-Omer lleva hoy su nombre.
Fue presidente del Consejo de Ministros en cinco ocasiones:
- del 6 de diciembre de 1892 al 10 de enero de 1893, sucediendo a Émile Loubet,
- del 11 de enero de 1893 al 30 de marzo de 1893, en su segundo Gobierno, siendo sucedido por el primer Gobierno de Charles Dupuy,
- del 26 de enero de 1895 al 28 de octubre de 1895, en su tercer Gobierno, sucediendo al tercer Gobierno de Charles Dupuy y siendo sucedido a su vez por Léon Bourgeois,
- del 9 de junio de 1914 al 12 de junio de 1914, en su cuarto Gobierno, sucediendo al primer Gobierno de Gaston Doumergue y siendo sucedido por el primer Gobierno de René Viviani,
- del 20 de marzo de 1917 al 7 de septiembre de 1917, en su quinto Gobierno, sucediendo al sexto Gobierno de Aristide Briand y siendo a su vez sucedido por el primer Gobierno de Paul Painlevé.

## Diversos
Elegido miembro de la Academia de Ciencias Morales y Políticas en 1903 y de la Academia Francesa en 1906.